# Eddie Meduza & The Roaring Cadillacs
Eddie Meduza & Roarin' Cadillacs er det anden studiealbum af den svenske musiker og sangskriver Eddie Meduza. Det blev udgivet i 1979 på CBS Records. Det er det første album, der Errol Norstedt bruger sit kunstnernavn Eddie Meduza.
Sangen "Skyrider" har en musikvideo der er inkluderet i filmen Nya Tider.

## Spor
Alle sange skrevet og komponeret af Eddie Meduza.
| 1. | "Punkjävlar"                 | 03:40 |
| 2. | "Honey B"                    | 02:25 |
| 3. | "Yea, Yea, Yea"              | 02:40 |
| 4. | "Goin' Back To Oklahoma"     | 02:58 |
| 5. | "Disco Burp"                 | 03:23 |
| 6. | "Demon In Your Heart"        | 04:00 |
| 7. | "In The Middle Of The Night" | 02:14 |

| 1. | "Love's On The Run"     | 03:20 |
| 2. | "Leader Of The Rockers" | 02:48 |
| 3. | "Skyrider"              | 05:29 |
| 4. | "Rocky Rocky"           | 03:43 |
| 5. | "The King's Horses"     | 03:40 |
| 6. | "I'm A Fighter"         | 02:47 |

## Mats Olssons anmeldelse
Mats Olsson fra Expressen gav pladen en negativ anmeldelse og beskriver den således:
"Punkjävlar var en harmløs vittighed af pladeselskabsmedarbejdere og tekniker Anders Oredson. Der er ikke behov for at lave en hel LP med materiale, der ikke ved, om det skal være sjovt eller seriøst."
Dette forstyrrede Errol Norstedt og fik ham til at indspille 4 sange om Mats Olsson, og 3 af disse blev derefter frigivet på kassetten Fräckisar.

## CD-udgivelse
På CD-udgivelsen, der kom ud i 2002, indeholdt albummet bonussangerne "Oh, What A Cadillac" og en ekstra lang version af "Disco Burp".

## Medvirkende
- Eddie Meduza: Guitar, sang, bas og slagtøj
- Thomas Witt - Trommer

Yderligere medvirkende
- Anders Oredson -  Trommer og keyboards På "The King's Horses"
- John Norum - Sologuitar på "Punkjävlar" og "I'm A Fighter"
- Pontus Olsson - Elektrisk klaver og orgel på "Goin' Back To Oklahoma" og piano på "Love's On The Run"
- Torbjörn Eklund - fløjte på "The King's Horses"

The Disco Burp Choir
- Eddie Meduza
- Thomas Witt
- John Norum
- Rolf S.S. Persson

Produktion
- Thomas Witt, Anders Oredson - producer
- Anders Oredson - arrengement
- Sverre Nygren - illustration
- Johan Langer - konvolutidé
- Anders Bühlund - layout